# 蒋华良
蒋华良（1965年1月10日—2022年12月23日）是中国药学家，中国科学院院士、中国民主同盟盟员。他曾担任中国科学院上海药物研究所所长、临港实验室首任主任、华东理工大学药学院首任院长以及上海科技大学科道书院原院长。

## 生平
蒋华良于1965年1月10日出生于江苏武进。1983年9月—1987年7月，就读于南京大学化学系有机化学专业，并获得学士学位；1987年7月—1989年9月，担任江苏省常州化工研究所助理研究员；1989年9月—1992年7月，就读于华东师范大学化学系物理化学专业，并获得理学硕士学位；1992年9月—1995年7月，就读于中国科学院上海药物研究所药物化学专业，师从嵇汝运院士和陈凯先院士，并获得理学博士学位。
博士毕业后，蒋华良留在上海药物研究所工作，历任副研究员、研究员、副所长、所长、学术委员会主任等职。1998年加入中国民主同盟。
2008年，当选第十一届全国政协委员，代表中国民主同盟，分入第六组。此后继续担任第十二届政协全国委员会委员。还担任中国民主同盟第十届中央委员会委员以及第十二届、第十三届中央委员会常务委员。2017年当选为中国科学院院士。
2022年12月23日，因心脏骤停医治无效在上海逝世，终年57岁。

## 学术贡献
蒋华良长期致力于药物科学基础研究和新药发现。他率先建立了药物-靶标互作计算平台，并发展了一系列原创药物研究新方法，如“靶标垂钓”、“快结合、慢解离”等。
2020年新冠疫情爆发后，蒋华良牵头启动抗新型冠状病毒感染肺炎药物研究应急攻关团队，聚焦针对该病毒的治疗候选新药筛选、评价和老药新用研究，其團隊聲稱双黄连口服液可抑制新病病毒。